# أوسيد
بلدية أوسيد (بالإسبانية: Used) هي بلدية تقع في مقاطعة سرقسطة التابعة لمنطقة أراغون شمال شرق إسبانيا.

## الديموغرافيا
بلغ عدد سكان بلدية أوسيد 321 نسمة عام 2011 (وفقاً للمعهد الوطني الإسباني للإحصاء).
| 404 | 387 | 359 | 363 | 360 | 342 | 321 |